# Siparuna tomentosa
Siparuna tomentosa är en tvåhjärtbladig växtart som beskrevs av A. Dc.. Siparuna tomentosa ingår i släktet Siparuna och familjen Siparunaceae. Inga underarter finns listade i Catalogue of Life.